# هاري براون (لاعب كرة قدم)
هاري براون (بالإنجليزية: Harry Brown)‏ (1 يناير 1897 في المملكة المتحدة - 1 يناير 1958) هو لاعب كرة قدم بريطاني (وحمل سابقاً جنسية المملكة المتحدة لبريطانيا العظمى وأيرلندا) في مركز الهجوم. لعب مع كوينز بارك رينجرز ونادي سندرلاند وShildon A.F.C. ‏.